# Tipula lhabu
Tipula lhabu är en tvåvingeart som beskrevs av Alexander 1970. Tipula lhabu ingår i släktet Tipula och familjen storharkrankar. Inga underarter finns listade i Catalogue of Life.